# Алвареш, Мануэл
Эммануэл Алвареш (порт. Manuel Álvares, Emanuel Alvarez, Emmanuel Alvarez, Manoel Alvarez; 4 июня 1526 или 1526, Рибейра-Брава, Мадейра — 30 декабря 1582  [9 января 1583], Эвора или Лиссабон) — португальский иезуит, писатель-гуманист, учёный-лингвист, автор учебника латинской грамматики (лат. De institutione grammatica, так называемый «Alwar» — издан в 1572 году в Лиссабоне, а в 1577 г. также в Познани), которым пользовались почти во всех школах Европы того времени и который был переведён полностью или частично на более 400 языков мира.

## Биография
Он был рукоположён в католического клирика в храме Сан-Бенту в Рибейра-Брава 11 августа 1538 г. вместе с братом Франсишку по случаю приезда епископа Амбрузиу Брандау. около 1545 г. Алвареш встретился с основателем нового ордена иезуитов Игнатием де Лойолой, приехавшим на остров Мадейра по дороге в Индию лечиться. Эта встреча побудила Алвареша уехать в Лиссабон и стать там послушником иезуитов. В 1546 г. он вступил в Общество Иисуса.
Учился в коллегиях под наставничеством о. Симана Родригиша ди Азеведу. Затем он записался в Коимбрский коллегиум 4 июля 1546 г., где посвятил себя изучению языков — латинского, греческого, иврита, сирийского и т. д. — и философии. Изучал теологию, утверждая, что опасается потери своего идеала простоты и святости характера. В 1553 г. поступил на лиссабонский факультет «Коллегиу ди Санта-Антоа».
Был профессором и ректором коллегии (1561 и 1566 гг.) в городах Коимбре и Эворе (1573 г.), где преподавал классические языки (латынь, греческий, иврит). Священник Альварес был также поэтом элегий.
Издание Алвареша широко использовалось — в том числе в Речи Посполитой. От его учебника отказались только пиаристы. Среди более трёхсот иезуитов, писавших учебники на разных языках, ему отводят первое место. Его латинская грамматика была принята иезуитами как стандартная работа в Ratio Studiorum . Возможно, ни одна другая грамматика не перепечатывалась в стольких изданиях; Карлос Сомервогель в своей «Bibliothèque de la compagnie de Jésus» посвятил двадцать пять колонок списку порядка четырёх сотен изданий всех произведений или его частей, опубликованных в Европе, Азии и Америке. Существуют также многочисленные переводы на различные языки. Частичный перевод на японский вышел в1594 г., издание на китайском — в Шанхае в 1869 году. Английское издание «Введение к латинскому языку или первая грамматика» появилось в 1686 г. Во многих изданиях текст Альвареша значительно изменяется, в других — сокращается. Оригинальное произведение содержит много ценных предложений для педагогов. Книга стала больше, чем простая грамматика; это также работа над методом преподавания латинского языка и даёт представление о педагогическую систему старых иезуитских коллегий.
Книга была предметом нескольких диспутов. Даже иезуиты в «Пробном соотношении» 1586 г.. высказали замечания относительно расположения некоторых её частей. После публикации латинских грамматик Де Конрена, ораториан, Ланселота из Порт-Рояль на французском языке, работа Алвареша часто пересматривалась.